# Navă

Principalele părți componente ale unei nave:
1 - coș; 2 - pupa; 3 - elice; 4 - babord (tribord în partea opusă); 5 - ancoră; 6 - bulbul etravei; 7 - prova; 8 - punte; 9 - suprastructură.

O navă este o construcție plutitoare de dimensiuni superioare unei bărci (de exemplu  vaporul), având formă, rezistență structurală, calități nautice și echipament care să-i permită navigația și utilizarea în transporturi de mărfuri și pasageri, în scopuri militare sau pentru agrement, cercetare științifică, lucrări tehnice etc., prin propulsie proprie. O navă poate ajunge într-o situație (de eșuare sau naufragiu) în care este imposibil de a naviga mai departe.
În limbajul tehnic, termenul navă presupune, fără limitare absolută, un deplasament peste 100 t; în limbajul comun se aplică însă cu titlu generic în clasificarea tuturor tipurilor de mijloace plutitoare apte atât pentru navigația la larg, cât și în ape interioare, cu excepția bărcilor.
Termenul „vas” (în curs de ieșire din uz) se utilizează în paralel, desemnând în special mijloacele auxiliare sau cele de ape interioare.

## Clasificare
O clasificare generală a navelor cuprinde nave civile și nave militare.
Tipuri de nave civile:
- nave de pasageri (zise popular „vapoare”), printre care pacheboturi, nave de croazieră, hidrobuze;
- nave de transport pentru autovehicule și pasageri sau feriboturi/RoRo;
- nave de mărfuri uscate sau cargouri;
- nave petroliere sau nave-tancuri;
- nave portcontainere;
- nave de pescuit sau pescadoare;
- nave frigorifice;
- nave tehnice, care efectuează servicii portuare (drăgi, șalande, deroșeze, sonete, macara plutitoare, tanc de bunkeraj, gabară, elevator plutitor, platformă petrolieră, platformă plutitoare pe flotor, derocator, ponton, pod plutitor, navă de aprovizionare, navă pentru depoluare, navă de scafandri, doc plutitor, pilotină, șalupă, remorcher, împingător etc.) [1];
- nave speciale (de cercetări științifice oceanografice sau avizouri, puitoare de cabluri sau cabliere, de scafandri, de ranfluare, de stingerea incendiilor, de salvare, depoluatoare ș.a.m.d.);
- nave portuare și de deservirea navigației (remorchere, spărgătoare de gheață, pilotine, „nave-far", „nave hidrografice" etc.);
- nave auxiliare (șlepuri, nave de depozit, tancuri de apă și de combustibil, macarale și elevatoare plutitoare, nave de pompare etc.);
- nave de vânătoare (baleniere).

Alte clasificări existau în decursul istoriei, când navele, zise „corăbii" (ital. și sp. „caravela", gr. „karavi"), se împărțeau în monoreme, bireme, trireme, galere, ofiduse, liburne, pamfile, dromoane, usii, caravele, galease, galioane, bolozane, vase de linie, goelete, bricuri, barcuri, clipere, iahturi, iole, mahoane, lotci, luntre, bărci, baleniere, jonci, catamarane ș.a.m.d.
În România, Ordonanța Guvernului nr. 42/1997 privind transportul naval prevede că: Sunt nave, în înțelesul prezentei ordonanțe, navele maritime și fluviale de orice tip, propulsate sau nepropulsate, care navighează la suprafață sau în imersie, destinate transportului de mărfuri și/sau de persoane, pescuitului, remorcajului sau împingerii, aparate plutitoare cum ar fi: drage, elevatoare plutitoare, macarale plutitoare, graifere plutitoare și altele asemenea, cu sau fără propulsie, precum și instalațiile plutitoare care în mod normal nu sunt destinate deplasării sau efectuării de lucrări speciale, cum ar fi: docuri plutitoare, debarcadere plutitoare, pontoane, hangare plutitoare pentru nave, platforme de foraj și altele asemenea, farurile plutitoare, ambarcațiunile mici și cele destinate activităților de agrement.

### Criterii de clasificare a navelor
- după zona de navigație:
  - nave maritime (sau nave oceanice): nave de dimensiuni mari, capabile să navigheze pe mări și oceane;
  - nave fluviale: de dimensiuni mai mici, construite special pentru navigația pe ape interioare: fluvii, râuri, lacuri și canale;
  - nave care navigă în zone cu ghețari;
  - nave costiere;
  - nave mixte: care navigă și pe mare și pe fluviu.
- după destinație:
  - nave civile:
    - nave de transportat mărfuri: cargouri, mineraliere și vrachiere, tancuri, nave port-containere, nave roll-on/roll-of, nave LASH;
    - nave pasagere: pacheboturi, hidrobuze, nave mixte, nave cu pernă de aer, nave cu aripi portante, feriboturi;
    - nave de pescuit: traulere, sainere, toniere, baleniere, colectoare frigorifice;
    - nave cu destinație specială: nave-școală, nave hidrografice de cercetare, nave cablier, nave spărgătoare de gheață, nave-far;
    - nave tehnice și mijloace plutitoare: drăgi, șalande, docuri plutitoare, macarale plutitoare, sonere plutitoare, deroșeze, platforme de foraj marin;
    - nave de serviciu: remorchere, pilotine, tancuri de bunkeraj, nave de stins incendiu, ambarcațiuni de salubritate, șalupe pentru diverse servicii portuare etc.

  - nave de război (sau de luptă sau militare), care se clasifică în funcție de caracteristicile tehnico-tactice și rolul în luptă în:
    - nave de rangul I: crucișătoare, portavioane, monitoare, submarine mici;
    - nave de rangul II: submarine mijlocii, distrugătoare, nave-bază, nave de stat major;
    - nave de rangul III: submarine mici; vânătoare de submarine, escortatoare, dragoare;
    - nave de rangul IV: vedete torpiloare, vedete dragoare, vedete blindate, nave auxiliare mici, nave de desant.
- alte criterii:
  - după natura materialelor: nave din lemn, din metal, din material plastic, din fibre de sticlă etc.;
  - după natura propulsiei: nave cu mașini alternative, cu turbine, cu motoare cu ardere internă, cu propulsie nucleară, cu vele;
  - după aparatul propulsor: nave cu zbaturi, nave cu elice (cu elice simplă, cu elice cu pas reglabil, cu elice aeriană[3]), nave cu jet de apă, nave cu sistem Voith-Schneider;
  - după sistemul de construcție: nave clasice, nave cu aripi portante, nave cu pernă de aer, nave hidroglisoare;
  - după modul de deplasare prin apă: nave cu deplasament (navele clasice), nave cu deplasament dublu (sub apă și la suprafață - sinonim: submarine), nave fără deplasament (nave cu aripi portante, hidroglisoare, nave cu redan, nave cu pernă de aer etc.).

## Caracteristici constructive
Caracteristicile constructive și de exploatare esențiale ale unei nave de transport sunt: deplasamentul, tonajul, capacitatea de încărcare (Deadweight), dimensiunile principale și viteza.
Din punct de vedere constructiv o navă are trei părți principale: corp, mașini  și echipament sau instalații. Corpul navei este delimitat de bordajul exterior și bordajul punții. Partea afundată în apă este denumită operă vie, iar partea de la suprafața apei, operă moartă. Spațiul închis al corpului navelor moderne mari este împărțit în compartimente etanșe, după reguli stabilite prin C.I.O.V.U.M. (Convenția internațională pentru ocrotirea vieții umane pe mare). Aceeași convenție stabilește și principiile constructive și de dotare privitoare la siguranța navigației.
Orice navă trebuie să posede prin construcție calități nautice de: flotabilitate, stabilitate, insubmersibilitate, manevrabilitate și stabilitate de drum. O navă trebuie să dispună de un certificat de construcție și înregistrare și de alte acte care îi atestă siguranța în navigație și în exploatare.

## Instalații
Instalațiile aferente unei nave sunt:
- Instalația de balast: are rolul de a corecta asieta navei și de a asigura pescajul minim când aceasta este goală;
- Instalația de santină: are rolul de a elimina acumulările de apă reziduală;
- Instalația de stins incendiul: are în componență pompe, hidranți, furtune, valvule de închidere, tubulaturi etc.;
- Instalații sanitare: aprovizionează echipajul și pasagerii cu apă potabilă, pentru spălat, și asigură evacuarea peste bord a apelor reziduale și a dejecțiilor;
- Instalația de ventilație: asigură circulația aerului;
- Instalația de guvernare: asigură stabilitatea de drum și manevrabilitatea;
- Instalația de ancorare: fixează nava în raport cu fundul mării;
- Instalația de încărcare: este alcătuită din bigi, macarale simple sau mecanizate;
- Instalația de acostare-legare: servește la manevrarea navei în vederea acostării și fixarea navei de cheu, de altă navă sau de diverse construcții plutitoare.